# Jesus, du som älskar mig
Jesus, du som älskar mig, alternativt Jesus, själens brudgum kär är en psalm från 1740 med text av Charles Wesley, översättning till svenska eller textbearbetning är gjord 1983 av Arne Widegård. Musiken är komponerad 1834 av Simeon B Marsh.
Enligt Frälsningsarmens Musikbok 1978, så fanns det redan en svensk översättning 1883. I nämnda musikbok användes även en annan melodi av okänt ursprung.

## Publicerad i
- Metodistkyrkans psalmbok 1896 som nr 238 under rubriken "Bättring och omvändelse"
- Nya Pilgrimssånger 1892, som nr 430 under rubriken "Bönesånger" och med begynnelseraden "Jesu, du som har mig kär"
- Musik till Frälsningsarméns sångbok 1907 som nr 81. med begynnelseraden "Jesus, själens brudgum kär"
- Frälsningsarméns sångbok 1929 som nr 162 under rubriken "Bön om helgelse och Andens kraft" och med begynnelseraden "Jesus, själens brudgum kär"
- Frälsningsarméns sångbok 1968 som nr 185 under rubriken "Helgelse" med begynnelseraden "Jesus, själens brudgum kär"
- Psalmer och Sånger 1987 som nr 377 under rubriken "Fader, Son och Ande - Jesus, vår Herre och broder".[1]
- Frälsningsarméns sångbok 1990 som nr 462 under rubriken "Ordet och bönen".